# Gymnocranius audleyi
Gymnocranius audleyi är en fiskart som beskrevs av Ogilby, 1916. Gymnocranius audleyi ingår i släktet Gymnocranius och familjen Lethrinidae. Inga underarter finns listade i Catalogue of Life.